# Lithocystis microspora
Lithocystis microspora is een soort in de taxonomische indeling van de Myzozoa, een stam van microscopische parasitaire dieren. Het organisme komt uit het geslacht Lithocystis en behoort tot de familie Urosporidae. Lithocystis microspora werd in 1915 ontdekt door Pixell-Goodrich.